# Kerekegyháza vasútállomás
Kerekegyháza vasútállomás egy megszűnt Bács-Kiskun vármegyei fejállomás, Kerekegyházán, melyet a MÁV üzemeltetett.

## Elhelyezkedése
Az állomás Kerekegyháza szélén található.

## Vasútvonalak
A Hetényegyháza–Kerekegyháza-vasútvonal végállomása volt, személyvonat utoljára 1974. december 31-én közlekedett.

## Kapcsolódó állomások
A vasútállomáshoz az alábbi állomások vannak a legközelebb:
- Kerekegyháza alsó megállóhely